# Trafford Training Centre
A Trafford Training Centre (gyakran csak Carrington) a Premier Leagueben szereplő Manchester United edző központja és az akadémiájának központja. A létesítmény Carringtonban Greater Manchesteren belül található, 2000-től az angol klub korábbi edző központját a The Cliffet helyettesíti. A komplexum építése 1999-ben kezdődött, a főépület megnyitása után, 2000-ben beköltözött a felnőtt csapat, majd 2002-ben az Akadémia létesítménye következett, ahol a klub híres ifjúsági rendszere található. 2013-ban jelentős bővítések történtek a komplexumban, beleértve az orvosi központot és a sporttudományi részleget.
2024 nyarán felújításokon esett át a központ, azt követően, hogy építése óta nem végeztek rajta munkát. A munkálatokra a United 50 millió fontot költött, a létesítményeket modernizálták.